# くしゃみ (曲)
「くしゃみ」は、ともさかりえの2枚目のシングルである。1996年8月7日発売。

## 概要
- 自身が主演をつとめたぼくたちの映画シリーズ「友子の場合」主題歌。
- アルバム『Un』にはアルバム・バージョンが収録された。

## 収録曲
1. くしゃみ
2. 恋をしたら海に行こう
3. くしゃみ(オリジナル・カラオケ)